# Behaarter Erzschnellkäfer
Der Behaarte Erzschnellkäfer (Cidnopus pilosus) ist ein Käfer aus der Familie der Schnellkäfer (Elateridae).

## Merkmale
Die schwarzen Schnellkäfer sind 8,5–12 mm lang. Der unebene und etwas breiter als lange Halsschild ist kräftig und dicht punktiert. Über die Flügeldecken verlaufen deutliche Punktstreifen. Die ersten Fühlerglieder können in eine Rinne am Innenrand des Prothorax eingelegt werden.

## Verbreitung
Cidnopus pilosus ist eine von 5 Arten der Gattung Cidnopus, die in Mitteleuropa vorkommen. Cidnopus pilosus ist in Europa weit verbreitet und fehlt lediglich im hohen Norden und auf den Britischen Inseln. Nach Südosten reicht das Vorkommen nach Kleinasien und in den  Kaukasus. Die Art kommt nicht im alpinen Raum vor.

## Lebensweise
Die Larven entwickeln sich an Graswurzeln. Die adulten Käfer beobachtet man zwischen Anfang April und Mitte Juni. Die Art gilt als xerophil. Den typischen Lebensraum der Käfer bilden sonnige Wiesen, Heide und lichte Wälder.

## Taxonomie
In der Literatur finden sich folgende Synonyme:
- Elater nigripes Gyllenhal, 1808
- Elater pilosus Leske, 1785
- Limonius cyanescens Buysson, 1902
- Limonius ferrugineus Buysson, 1902